# كونراد بيرغ
كونراد بيرغ (بالفرنسية: Konrad-Mathias Berg) هو عازف بيانو وملحن وكاتب فرنسي، ولد في 27 أبريل 1785 في كولمار في فرنسا، وتوفي في 13 ديسمبر 1852 في ستراسبورغ في فرنسا.